# یواس‌اس ایندکیتیو (ای‌ام-۲۵۰)
یواس‌اس ایندکیتیو (ای‌ام-۲۵۰) (به انگلیسی: USS Indicative (AM-250)) یک کشتی بود. این کشتی در سال ۱۹۴۳ ساخته شد.